# Società Italiana per il Traforo del Monte Bianco
SITMB - Società Italiana per il Traforo del Monte Bianco S.p.A. è una azienda italiana che opera nel settore della gestione in concessione di tratti autostradali.
Gestisce, insieme alla società francese ATMB SA, il 50% del Traforo del Monte Bianco. La concessione ha scadenza nel 2050.

## Storia
SITMB nasce il 1º settembre 1957 con sede ad Aosta, in attuazione della Legge 1 agosto 1954, n. 846, in materia di "Ratifica ed esecuzione della Convenzione tra l'Italia e la Francia per il traforo del Monte Bianco, conclusa a Parigi il 14 marzo 1953" per la costruzione, anche affidata in concessione ad una azienda terza, del versante italiano del Traforo del Monte Bianco. I soci fondatori sono stati lo Stato Italiano con il 32.2%, Regione Autonoma Valle d'Aosta con il 10.6%, il Cantone di Ginevra con il 3.1%, la Città di Ginevra con il 3.1% e Finanziaria del Monte Bianco S.p.A. con il 51%. Entrata a far parte del gruppo IRI, nel 1982 viene ceduta ad Autostrade S.p.A.

## Principali azionisti
- Autostrade per l'Italia - 51%
- ANAS - 32.125%
- Regione Autonoma Valle d’Aosta - 10.625%